# 2008年のパシフィック・リーグクライマックスシリーズ
2008年のパシフィック・リーグクライマックスシリーズは、2008年（平成20年）10月11日から10月23日まで行われたプロ野球パシフィック・リーグのクライマックスシリーズである。
クライマックスシリーズは日本選手権シリーズ出場権を懸けたプレーオフトーナメントである。冠スポンサーはJ SPORTSで「J SPORTS クライマックス パ」と銘打って実施された。

## 概要

### 第1ステージ
レギュラーシーズン第2位のオリックス・バファローズと同3位の北海道日本ハムファイターズとの間で3戦2勝勝ち抜け制で対戦。
会期：10月11日から10月13日まで
球場：京セラドーム大阪

### 第2ステージ
レギュラーシーズン優勝の埼玉西武ライオンズと第1ステージ勝利チームの北海道日本ハムファイターズとの間で6戦4勝（西武に1勝分のアドバンテージあり）勝ち抜け制で対戦し、勝利チームが日本シリーズのパ・リーグ代表権を得る。6試合制となり、1位チームへのアドバンテージ（1勝分）が復活したことが、前年と異なる。
会期：10月17日から10月23日まで（10月20日予備日）
球場：埼玉県営大宮公園野球場（第1戦）、西武ドーム（第2戦以降）

### 協賛
- メインスポンサー：J SPORTS（全試合をJ sports PlusまたはJ sports ESPNで生中継）
- サブスポンサー：西武鉄道・プリンスホテル

### トーナメント表
|  | 1stステージ（準決勝） | 1stステージ（準決勝） |                                |        | 2ndステージ（決勝） | 2ndステージ（決勝） |
|  |                       |                       |                                |        |                     |                     |
|  |                       |                       |                                |        |                     |                     |
|  |                       |                       |                                |        |                     |                     |
|  |                       |                       |                                |        |                     |                     |
|  |                       |                       | （6戦4勝制） 県大宮 西武ドーム |        |                     |                     |
|  |                       |                       |                                |        |                     |                     |
|  | 西武                  | ☆○●●○○                |                                |        |                     |                     |
|  | 西武                  | ☆○●●○○                | （3戦2勝制） 京セラドーム大阪  |        |                     |                     |
|  |                       |                       | 日本ハム                       | ★●○○●● |                     |                     |
|  | オリックス            | ●●                    | 日本ハム                       | ★●○○●● |                     |                     |
|  | オリックス            | ●●                    |                                |        |                     |                     |
|  | 日本ハム              | ○○                    |                                |        |                     |                     |
|  | 日本ハム              | ○○                    |                                |        |                     |                     |
|  |                       |                       |                                |        |                     |                     |
|  |                       |                       |                                |        |                     |                     |
|  |                       |                       |                                |        |                     |                     |
|  |                       |                       |                                |        |                     |                     |

☆・★=2ndステージのアドバンテージによる1勝・1敗分

## 試合経過等

### 第1ステージ
オリックスはCS初出場で9年ぶりAクラス入りで11年ぶり2位で日本ハムは3年ぶりにリーグ優勝を逃し3位となった。日本ハムの監督梨田昌孝は半ばの古巣相手に戦うことになり近鉄監督時代の2001年以来7年ぶりのポストシーズンでの指揮で、京セラドーム大阪でのポストシーズンもそれ以来となった。直近のシーズンで優勝するなど短期決戦に勝る日本ハムが2連勝し、クライマックスシリーズ初のレギュラーシーズン3位での第2ステージ進出となった。その後に行われたセ・リーグ クライマックスシリーズ第1ステージも、京セラドーム大阪での開催となった。一方オリックスはCS初出場の緊張からか主導権を握ることができず、守備の乱れもあり日本ハムにいずれもレギュラーシーズン4勝1敗の金子千尋、山本省吾の温存が裏目に出て、12年ぶりのポストシーズンを白星で飾れなかった。

#### 第1戦
10月11日　●オリックス 1－4 日本ハム○　（京セラドーム大阪）
|            | 1 | 2 | 3 | 4 | 5 | 6 | 7 | 8 | 9 | R | H | E |
| ---------- | - | - | - | - | - | - | - | - | - | - | - | - |
| 日本ハム   | 0 | 1 | 0 | 0 | 0 | 3 | 0 | 0 | 0 | 4 | 5 | 1 |
| オリックス | 0 | 0 | 0 | 0 | 0 | 0 | 0 | 1 | 0 | 1 | 9 | 0 |

1. 日：○ダルビッシュ（9回）
2. オ：●近藤（5回1/3） - 川越（0回2/3） - 吉野（1回） - 清水（0回1/3） - 岸田（0回2/3） - 金子千（1回）
3. 勝利：ダルビッシュ（1勝）
4. 敗戦：近藤（1敗）
5. 本塁打
日：スレッジ 1号
6. * 開始 14時30分　観衆 25,532人　時間 3時間16分
  - 審判　球審＝丹波 塁審＝東、林、山村 外審＝柿木園、佐藤

オーダー
| 日本ハム | 日本ハム | 日本ハム |
| 打順     | 守備     | 選手     |
| -------- | -------- | -------- |
| 1        | [二]     | 田中賢   |
| 2        | [中]     | 森本     |
| 3        | [右]     | 稲葉     |
|          | 右       | 紺田     |
| 4        | [指]     | スレッジ |
| 5        | [一]     | 髙橋     |
|          | 三       | 稲田     |
| 6        | [三]一   | 小谷野   |
| 7        | [左]     | 糸井     |
| 8        | [捕]     | 鶴岡     |
| 9        | [遊]     | 金子誠   |

| オリックス | オリックス | オリックス |
| 打順       | 守備       | 選手       |
| ---------- | ---------- | ---------- |
| 1          | [中]       | 坂口       |
| 2          | [右]       | 下山       |
| 3          | [一]       | カブレラ   |
| 4          | [指]       | ローズ     |
| 5          | [二]遊     | 後藤       |
| 6          | [捕]       | 日高       |
| 7          | [三]       | 北川       |
|            | 打         | 濱中       |
| 8          | [左]       | 小瀬       |
| 9          | [遊]       | 大引       |
|            | 打二       | 一輝       |

日本ハムは2回表、スレッジのソロ本塁打で先制。さらに6回表には髙橋、小谷野の連続適時打と鶴岡の犠飛で3点を追加。オリックスは日本ハム先発のダルビッシュに対し、新人小瀬の3安打など9安打を放つものの3併殺打等でチャンスを生かせず、8回裏にカブレラの犠飛で1点を返すにとどまった。ダルビッシュは14奪三振の完投勝利でシリーズ通算3勝負けなし。

#### 第2戦
10月12日　●オリックス 2－7 日本ハム○　（京セラドーム大阪）
|            | 1 | 2 | 3 | 4 | 5 | 6 | 7 | 8 | 9 | R | H  | E |
| ---------- | - | - | - | - | - | - | - | - | - | - | -- | - |
| 日本ハム   | 0 | 2 | 0 | 0 | 1 | 0 | 4 | 0 | 0 | 7 | 13 | 0 |
| オリックス | 0 | 0 | 0 | 1 | 0 | 0 | 0 | 1 | 0 | 2 | 6  | 2 |

1. 日：○藤井（6回0/3） - 建山（2回） - MICHEAL（1回）
2. オ：●小松（6回） - 菊地原（0回1/3） - 岸田（0回1/3） - 川越（0回1/3） - 吉野（1回1/3） - 加藤（0回2/3）
3. 勝利：藤井（1勝）
4. 敗戦：小松（1敗）
5. 本塁打
日：ボッツ 1号
6. * 開始 14時30分　観衆 26,703人　時間 3時間24分
  - 審判　球審＝山村 塁審＝柿木園、東、佐藤 外審＝良川、林

オーダー
| 日本ハム | 日本ハム | 日本ハム |
| 打順     | 守備     | 選手     |
| -------- | -------- | -------- |
| 1        | [右]     | 糸井     |
| 2        | [中]     | 森本     |
| 3        | [二]     | 田中賢   |
| 4        | [一]     | スレッジ |
|          | 三       | 稲田     |
| 5        | [捕]     | 髙橋     |
|          | 捕       | 中嶋     |
| 6        | [三]一   | 小谷野   |
| 7        | [左]     | 坪井     |
|          | 走左     | 工藤     |
| 8        | [指]     | ボッツ   |
| 9        | [遊]     | 金子誠   |
|          | 打       | 小田     |
|          | 遊       | 飯山     |

| オリックス | オリックス | オリックス |
| 打順       | 守備       | 選手       |
| ---------- | ---------- | ---------- |
| 1          | [二]       | 一輝       |
| 2          | [右]       | 下山       |
|            | 打右       | 村松       |
| 3          | [一]       | カブレラ   |
| 4          | [指]       | ローズ     |
| 5          | [左]       | 濱中       |
|            | 打         | 小瀬       |
| 6          | [捕]       | 日高       |
| 7          | [三]       | 北川       |
| 8          | [遊]       | 後藤       |
| 9          | [中]       | 坂口       |

日本ハムは2回表、金子誠の2点適時内野安打で先制。5回表にはオリックスの守備の乱れにより追加点をあげ、7回表には小谷野、坪井の連続適時打とボッツの 2ラン本塁打で4点を追加し勝負を決めた。日本ハム先発の藤井は7回途中で降板したが3被安打1失点の好投、最後は守護神MICHEALで締めた。オリックスは4回裏にローズの適時打で1点差としたが勝ち越せず、先発の小松は味方の守備に足を引っ張られながらも6回3失点で役割を果たしたが、リリーフ陣が打ち込まれ、打線も援護できなかったことでそのまま敗戦投手となり、レギュラーシーズンからの連勝が9で止まり、2連敗で第1ステージ敗退となった。

### 第2ステージ
西武が第1戦、第4戦、第5戦で勝利し、（アドバンテージ1勝を含む）4勝2敗で4年ぶりの日本シリーズ出場を決めた。日本ハムは3年連続の日本シリーズ出場はならなかった。5試合全て4回までに5得点以上を奪ったチームが勝利している。

#### 第1戦
10月17日　○西武 10－3 日本ハム●　（埼玉県営大宮公園野球場）
|          | 1 | 2 | 3 | 4 | 5 | 6 | 7 | 8 | 9 | R  | H  | E |
| -------- | - | - | - | - | - | - | - | - | - | -- | -- | - |
| 日本ハム | 0 | 0 | 0 | 0 | 1 | 0 | 0 | 0 | 2 | 3  | 10 | 0 |
| 西武     | 1 | 0 | 5 | 4 | 0 | 0 | 0 | 0 | x | 10 | 13 | 1 |

1. 日：●グリン（3回0/3） - 坂元（2回） - 多田野（1回） - 宮西（1回） - 武田久（1回）
2. 西：○涌井（6回） - 三井（1回） - 谷中（1回） - 星野（0回0/3） - 岡本真（1回）
3. 勝利：涌井（1勝）
4. 敗戦：グリン（1敗）
5. 本塁打
日：スレッジ 1号
西：中島 1号,2号、後藤 1号
6. * 開始 18時00分　観衆 20,500人　時間 3時間23分
  - 審判　球審＝柿木園 塁審＝山村、柳田、川口 外審＝山本隆、栄村

オーダー
| 日本ハム | 日本ハム | 日本ハム |
| 打順     | 守備     | 選手     |
| -------- | -------- | -------- |
| 1        | [右]     | 糸井     |
| 2        | [中]     | 森本     |
| 3        | [二]     | 田中賢   |
| 4        | [一]     | スレッジ |
| 5        | [捕]     | 髙橋     |
| 6        | [三]     | 小谷野   |
| 7        | [左]     | 坪井     |
|          | 左       | 工藤     |
| 8        | [指]     | ボッツ   |
| 9        | [遊]     | 飯山     |
|          | 打       | 稲葉     |
|          | 遊       | 高口     |

| 西武 | 西武   | 西武     |
| 打順 | 守備   | 選手     |
| ---- | ------ | -------- |
| 1    | [二]   | 片岡     |
| 2    | [左]   | 栗山     |
| 3    | [遊]   | 中島     |
| 4    | [指]   | 後藤     |
| 5    | [三]   | 中村     |
|      | 三     | 原       |
| 6    | [一]   | 石井義   |
| 7    | [中右] | 佐藤     |
| 8    | [捕]   | 細川     |
|      | 捕     | 銀仁朗   |
| 9    | [右]   | ボカチカ |
|      | 中     | 赤田     |

この試合はポストシーズンでは珍しく地方球場での開催となった。西武が打線の爆発で大勝した。1回裏、中島のソロ本塁打で先制。3回裏にも中島の2打席連続本塁打を放ち、この回5点。4回裏には後藤の3点本塁打等で4点を追加し、勝負を決めた。涌井は6回1失点でシリーズ初勝利。日本ハムは先発のグリンが4回途中まで10失点と大誤算、主導権を握れなかった。

#### 第2戦
10月18日　●西武 0－5 日本ハム○　（西武ドーム）
|          | 1 | 2 | 3 | 4 | 5 | 6 | 7 | 8 | 9 | R | H | E |
| -------- | - | - | - | - | - | - | - | - | - | - | - | - |
| 日本ハム | 0 | 0 | 1 | 4 | 0 | 0 | 0 | 0 | 0 | 5 | 9 | 0 |
| 西武     | 0 | 0 | 0 | 0 | 0 | 0 | 0 | 0 | 0 | 0 | 3 | 0 |

1. 日：○ダルビッシュ（9回）
2. 西：●岸（4回） - 三井（1回） - 岩﨑（2回） - 大沼（1回） - 小野寺（1回）
3. 勝利：ダルビッシュ（1勝）
4. 敗戦：岸（1敗）
5. 本塁打
日：金子誠 1号
6. * 開始 14時00分　観衆 30,918人　時間 2時間56分
  - 審判　球審＝栄村 塁審＝山本隆、山村、柳田 外審＝柿木園、川口

オーダー
| 日本ハム | 日本ハム | 日本ハム |
| 打順     | 守備     | 選手     |
| -------- | -------- | -------- |
| 1        | [左右]   | 工藤     |
| 2        | [中]     | 森本     |
| 3        | [二]     | 田中賢   |
| 4        | [指]     | スレッジ |
| 5        | [一]     | 髙橋     |
|          | 三       | 稲田     |
| 6        | [三一]   | 小谷野   |
| 7        | [左]     | 坪井     |
|          | 走右     | 紺田     |
| 8        | [捕]     | 鶴岡     |
| 9        | [遊]     | 金子誠   |
|          | 打       | ボッツ   |
|          | 遊       | 飯山     |

| 西武 | 西武   | 西武     |
| 打順 | 守備   | 選手     |
| ---- | ------ | -------- |
| 1    | [二]   | 片岡     |
| 2    | [左中] | 栗山     |
| 3    | [遊]   | 中島     |
| 4    | [指]   | 後藤     |
| 5    | [三]   | 中村     |
| 6    | [一]   | 石井義   |
| 7    | [中]   | 佐藤     |
|      | 打左   | 大島     |
| 8    | [捕]   | 細川     |
| 9    | [右]   | ボカチカ |

日本ハムは3回表、森本の適時打で先制。4回表には金子誠の2点本塁打などで4点を追加。ダルビッシュは危なげないピッチングで西武打線を散発の3安打に抑え、シリーズ今期2勝目で通算4勝負けなし。西武は先発の岸が不調で4回で降板、打線もダルビッシュの内角攻めに対応出来ず、完封負けを喫した。

#### 第3戦
10月19日　●西武 4－7 日本ハム○　（西武ドーム）
|          | 1 | 2 | 3 | 4 | 5 | 6 | 7 | 8 | 9 | R | H | E |
| -------- | - | - | - | - | - | - | - | - | - | - | - | - |
| 日本ハム | 0 | 1 | 4 | 0 | 0 | 0 | 0 | 1 | 1 | 7 | 9 | 2 |
| 西武     | 0 | 0 | 0 | 0 | 2 | 1 | 0 | 0 | 1 | 4 | 7 | 1 |

1. 日：○武田勝（5回） - 多田野（0回0/3） - 武田久（2回） - 建山（1回） - MICHEAL（1回）
2. 西：●帆足（5回） - 大沼（2回1/3） - 三井（0回0/3） - 岡本真（0回1/3） - 星野（0回1/3） - グラマン（1回）
3. 勝利：武田勝（1勝）
4. 敗戦：帆足（1敗）
5. 本塁打
日：スレッジ 2号
6. * 開始 13時00分　観衆 33,078人　時間 3時間25分
  - 審判　球審＝川口 塁審＝柿木園、山本隆、山村 外審＝栄村、柳田

オーダー
| 日本ハム | 日本ハム | 日本ハム |
| 打順     | 守備     | 選手     |
| -------- | -------- | -------- |
| 1        | [中]     | 森本     |
| 2        | [捕]     | 鶴岡     |
|          | 捕       | 中嶋     |
| 3        | [二]     | 田中賢   |
| 4        | [三一]   | 小谷野   |
| 5        | [左]     | スレッジ |
|          | 左       | 工藤     |
| 6        | [一]     | 髙橋     |
|          | 三       | 稲田     |
| 7        | 指       | ボッツ   |
|          | 打指     | 高口     |
| 8        | [右]     | 糸井     |
| 9        | [遊]     | 金子誠   |
|          | 打遊     | 飯山     |

| 西武 | 西武 | 西武     |
| 打順 | 守備 | 選手     |
| ---- | ---- | -------- |
| 1    | [二] | 片岡     |
| 2    | [左] | 栗山     |
| 3    | [遊] | 中島     |
| 4    | [指] | 後藤     |
| 5    | [三] | 中村     |
| 6    | [一] | 平尾     |
|      | 打一 | 大島     |
| 7    | [右] | 佐藤     |
|      | 打   | 石井義   |
| 8    | [捕] | 細川     |
|      | 打   | ボカチカ |
| 9    | [中] | 赤田     |

日本ハムが連勝し、2勝2敗の五分とした。日本ハムは2回表、西武の失策で先制し、3回表にはスレッジの3点本塁打などで4点を追加。その後は点の取り合いとなったが、日本ハムは5人の継投で逃げ切った。西武は序盤の大量失点が最後まで響き、レギュラーシーズンからの西武ドーム公式戦の連敗が8となった。

#### 第4戦
10月21日　○西武 9－4 日本ハム●　（西武ドーム）
|          | 1 | 2 | 3 | 4 | 5 | 6 | 7 | 8 | 9 | R | H  | E |
| -------- | - | - | - | - | - | - | - | - | - | - | -- | - |
| 日本ハム | 0 | 0 | 0 | 0 | 0 | 0 | 3 | 0 | 1 | 4 | 7  | 0 |
| 西武     | 4 | 1 | 2 | 0 | 0 | 0 | 1 | 1 | x | 9 | 15 | 1 |

1. 日：●スウィーニー（3回） - 坂元（2回） - 多田野（1回2/3） - 宮西（1回1/3）
2. 西：○石井一（7回） - 岡本真（1回） - グラマン（1回）
3. 勝利：石井一（1勝）
4. 敗戦：スウィーニー（1敗）
5. 本塁打
日：ボッツ 1号
西：細川 1号、赤田 1号
6. * 開始 18時15分　観衆 18,704人　時間 3時間07分
  - 審判　球審＝柳田 塁審＝栄村、柿木園、山本隆 外審＝川口、山村

オーダー
| 日本ハム | 日本ハム | 日本ハム |
| 打順     | 守備     | 選手     |
| -------- | -------- | -------- |
| 1        | [中]     | 森本     |
| 2        | [捕]     | 鶴岡     |
| 3        | [二]     | 田中賢   |
| 4        | [一]     | 髙橋     |
| 5        | [左]     | スレッジ |
| 6        | [三]     | 小谷野   |
| 7        | [指]     | ボッツ   |
| 8        | [右]     | 工藤     |
|          | 打       | 高口     |
|          | 右       | 糸井     |
|          | 打       | 飯山     |
| 9        | [遊]     | 金子誠   |

| 西武 | 西武 | 西武   |
| 打順 | 守備 | 選手   |
| ---- | ---- | ------ |
| 1    | [二] | 片岡   |
| 2    | [左] | 栗山   |
| 3    | [遊] | 中島   |
| 4    | [三] | 中村   |
| 5    | [一] | 石井義 |
| 6    | [指] | 後藤   |
|      | 走指 | 水田   |
| 7    | [右] | 大島   |
|      | 打右 | 佐藤   |
| 8    | [捕] | 細川   |
| 9    | [中] | 赤田   |

西武が3試合ぶりの勝利で日本シリーズ進出に王手をかけた。1回裏に中島、石井、大島の適時打で4点を先制、その後も細川の2点本塁打などで3回までに7 点、また先発全員安打を記録した。西武の先発石井一は7回を13奪三振3失点の力投で、西武ドームでの連敗を止めた。日本ハムは先発スウィーニーが誤算、打線も反撃が遅すぎた。

#### 第5戦
10月22日　○西武 9－0 日本ハム●　（西武ドーム）
|          | 1 | 2 | 3 | 4 | 5 | 6 | 7 | 8 | 9 | R | H  | E |
| -------- | - | - | - | - | - | - | - | - | - | - | -- | - |
| 日本ハム | 0 | 0 | 0 | 0 | 0 | 0 | 0 | 0 | 0 | 0 | 3  | 0 |
| 西武     | 0 | 1 | 4 | 0 | 0 | 0 | 1 | 3 | x | 9 | 12 | 0 |

1. 日：●グリン（2回2/3） - 藤井（3回1/3） - 武田久（1回） - 建山（1回）
2. 西：○涌井（9回）
3. 勝利：涌井（2勝）
4. 敗戦：グリン（2敗）
5. 本塁打
西：後藤 2号
6. * 開始 18時15分　観衆 21,731人　時間 2時間52分
  - 審判　球審＝山村 塁審＝川口、栄村、柿木園 外審＝柳田、山本隆

オーダー
| 日本ハム | 日本ハム | 日本ハム |
| 打順     | 守備     | 選手     |
| -------- | -------- | -------- |
| 1        | [二]     | 田中賢   |
| 2        | [中]     | 森本     |
| 3        | [指]     | 稲葉     |
| 4        | [一]     | スレッジ |
| 5        | [三]     | 小谷野   |
| 6        | [捕]     | 髙橋     |
| 7        | [左]     | 坪井     |
| 8        | [右]     | 糸井     |
|          | 打       | ボッツ   |
| 9        | [遊]     | 金子誠   |

| 西武 | 西武 | 西武   |
| 打順 | 守備 | 選手   |
| ---- | ---- | ------ |
| 1    | [二] | 片岡   |
| 2    | [左] | 栗山   |
| 3    | [遊] | 中島   |
| 4    | [三] | 中村   |
| 5    | [一] | 石井義 |
| 6    | [指] | 後藤   |
| 7    | [右] | 大島   |
|      | 打右 | 佐藤   |
| 8    | [捕] | 細川   |
| 9    | [中] | 赤田   |

西武が4勝2敗で日本シリーズ出場を決めた。2回裏に後藤のソロ本塁打で先制。3回裏には2アウトランナーなしから打線が繋がり、適時打と押し出し四球で大量4点をあげた。涌井は7回表の2アウトまでパーフェクトと好投、最終的には3安打完封で今シリーズ2勝目、MVPを獲得した。日本ハムは先発のグリンが第1戦に続き序盤で失点し3回途中で降板、打線も涌井の好投に手が出ず完敗、3年連続の日本シリーズ出場は果たせなかった。

## 表彰選手
- MVP：涌井秀章（西武）

## テレビ・ラジオ放送
前年とは違い、地上波での全国中継が行われなかった。

### テレビ放送

#### 第1ステージ放送日程
第1戦（10月11日）
- 関西テレビ（KTV）≪UHBとの2局ネット≫
  - 実況：若田部克彦、解説：田尾安志、片岡篤史、リポーター：吉原功兼（オリックスサイド）、廣岡俊光（UHB、日本ハムサイド）
  - 放送時間：14:25 - 17:30（延長なし）
- NHK衛星第1
  - 実況：冨坂和男、解説：与田剛
  - 放送時間：14:25 - 17:50（延長あり）
- J sports Plus
  - 実況：濱野圭司、解説：中沢伸二、佐藤義則、リポーター：友松純
  - 放送時間：14:15 - 18:00（試合終了まで）

第2戦（10月12日）
- 関西テレビ（KTV）≪UHBとの2局ネット≫
  - 実況：山田恭弘、解説：高木豊、片岡篤史、リポーター：吉原功兼（オリックスサイド）、廣岡俊光（UHB、日本ハムサイド）
  - 放送時間：16:00 - 17:30（延長なし[2]）
- NHK衛星第1
  - 実況：田中崇裕、解説：伊東勤
  - 放送時間：14:25 - 17:50（延長あり）
  - 海外向けテレビ番組配信のNHKワールド・プレミアムでも同時放送された。
- J sports Plus
  - 実況：大前一樹、解説：野田浩司、ゲスト解説：中村勝広（オリックス・バファローズ球団本部長）、リポーター：友松純
  - 放送時間：14:15 - 18:00（試合終了まで）

※第3戦が実施されていた場合は、朝日放送（ABC）≪HTBとの2局ネット≫、J sports Plusで放送される予定だった。

#### 第2ステージ放送日程
第1戦（10月17日）
- テレビ埼玉（TVS）≪埼玉県ローカル≫
  - 実況：上野晃、解説：大友進
  - 放送時間：18:00 - 21:30（延長あり）
- 札幌テレビ[3]（STV）≪北海道ローカル≫
  - 実況：永井公彦、解説：西崎幸広
  - 放送時間：19:00 - 20:54（延長なし）
- NHK衛星第1
  - 実況：道谷眞平、解説：大島康徳
  - 放送時間：18:05 - 21:30（延長あり）
- J sports Plus
  - 実況：島村俊治、解説：大塚光二
  - 放送時間：17:45 - 22:00（試合終了まで）

第2戦（10月18日）
- 北海道放送（HBC）≪北海道ローカル≫
  - 実況：山内要一、解説：岩本勉、リポーター：卓田和広（日本ハムサイドのみ）
  - 放送時間：14:00 - 17:00（最大延長17:30）
- NHK衛星第1
  - 実況：大蔵哲士、解説：大野豊
  - 放送時間：14:05 - 17:30（延長あり）
- J sports Plus
  - 実況：遠藤行洋、解説：松沼博久
  - 放送時間：13:45から18:00（試合終了まで）

第3戦（10月19日）
- 北海道テレビ（HTB）≪北海道ローカル≫
  - 実況：谷口直樹、解説：岩本勉
  - 放送時間：13:00 - 16:00（延長なし）
- NHK衛星第1
  - 実況：冨坂和男、解説：武田一浩
  - 放送時間：13:05 - 16:30（延長あり）
- J sports ESPN
  - 実況：節丸裕一、解説：大塚光二
  - 放送時間：12:45 - 17:00（試合終了まで）

第4戦（10月21日）
- テレビ埼玉（TVS）≪埼玉県ローカル≫
  - 実況：上野晃、解説：大友進
  - 放送時間：18:00 - 21:30（延長あり）
- テレビ北海道（TVh）≪北海道ローカル≫
  - 実況：大藤晋司、解説：駒田徳広（来季から横浜打撃コーチ就任）、リポーター：小澤良太（両サイド兼務）
  - 放送時間：18:30 - 20:54（延長なし）
- BS朝日
  - 実況：清水俊輔（EX）、解説：大塚光二
  - 放送時間：18:15 - 20:55（試合終了まで）
- J sports Plus
  - 実況：石原敬士　解説：橋本武広
  - 放送時間：18:00 - 22:00（試合終了まで）

第5戦（10月22日）
- 札幌テレビ[4]（STV）≪北海道ローカル≫
  - 実況：宮永真幸、解説：西崎幸広、リポーター：岡崎和久
  - 放送時間：19:00 - 20:54（最大延長21:24、なおセ・リーグクライマックスシリーズ第2ステージ第1戦の差し替え試合のため試合途中でも最大延長より早く終了する場合あり。）
- NHK衛星第1 
  - 実況：黒氏康博、解説：山本和行
  - 放送時間：18:15 - 21:30（延長の場合あり）
- J sports Plus
  - 実況：谷口広明、解説：松沼博久
  - 放送時間：18:00 - 22:00（試合終了まで）

第6戦が実施されていた場合は、北海道テレビ（HTB）とNHK衛星第1、J sports Plusで放送される予定だった（但し、HTBではセ・リーグクライマックスシリーズ第2ステージ・読売ジャイアンツ対中日ドラゴンズ第2試合の差し替え試合になる予定だった）。

### ラジオ放送

#### 第1ステージ放送日程
第1戦（10月11日）
- 文化放送（QR）≪関東広域圏ローカル≫
  - 実況：槇嶋範彦、解説：西本聖、リポーター：菅野詩朗（両サイド兼務）
- ニッポン放送（LF）≪関東広域圏ローカル≫
  - 実況：師岡正雄、解説：デニー友利、リポーター：宮田統樹（両サイド兼務）
- HBCラジオ≪北海道ローカル≫
  - 実況：川畑恒一、解説：岩本勉、リポーター：山内要一（日本ハムサイドのみ）

第2戦（10月12日）
- 文化放送（QR）≪関東広域圏ローカル≫
  - 実況：菅野詩朗、解説：笘篠賢治、リポーター：上野智広（両サイド兼務）
- ニッポン放送（LF）≪関東広域圏ローカル≫
  - 実況：宮田統樹、解説：初芝清、リポーター：師岡正雄（両サイド兼務）
- HBCラジオ≪北海道ローカル≫
  - 実況：山内要一、解説：大宮龍男、リポーター：川畑恒一（日本ハムサイドのみ）
- STVラジオ≪北海道ローカル≫
  - 実況：宮永真幸、解説：白井一幸、リポーター：永井公彦（日本ハムサイドのみ）

第3戦が実施されていた場合、第2戦の放送局にTBSラジオを加えた5局で中継される予定であった。なお、オリックスの地元局であるABCラジオならびにMBSラジオでの中継は行われなかった。

#### 第2ステージ放送日程
第1戦（10月17日）
- TBSラジオ≪関東広域圏ローカル≫
  - 実況：戸崎貴広、解説：青島健太、ゲスト：清水直行（千葉ロッテマリーンズ）、リポーター：小笠原亘（西武サイド）、新夕悦男（日本ハムサイド）
- 文化放送（QR）≪関東広域圏ローカル≫
  - 実況：長谷川太、解説：山崎裕之、リポーター：中川充四郎（西武サイド）、松島茂（日本ハムサイド）、スタンドリポーター：三拍子（お笑いコンビ）
- ニッポン放送（LF）≪関東広域圏ローカル≫
  - 実況：山内宏明、解説：黒木知宏、リポーター：宮田統樹（西武サイド）、清水久嗣（日本ハムサイド）
- HBCラジオ≪北海道ローカル≫
  - 実況：卓田和広、解説：新谷博、リポーター：川畑恒一（日本ハムサイドのみ）
- STVラジオ≪北海道ローカル≫
  - 実況：宮永真幸、解説：白井一幸、リポーター：萩原隆雄（日本ハムサイドのみ）

第2戦（10月18日）
- 文化放送（QR）≪関東広域圏ローカル≫
  - 実況：松島茂、解説：大塚光二、ゲスト：高木浩之（埼玉西武、この年で引退）、リポーター：中川充四郎（西武サイド）、飯塚治（日本ハムサイド）、スタンドリポーター：堀口文宏（あさりど）
- ニッポン放送（LF）≪関東広域圏ローカル≫
  - 実況：小野浩慈（CX）、解説：デニー友利、ゲスト：小倉智昭、リポーター：宮田統樹（西武サイド）、山内宏明（日本ハムサイド）
- HBCラジオ≪北海道ローカル≫
  - 実況：川畑恒一、解説：金石昭人、リポーター：卓田和広（日本ハムサイドのみ）

※STVラジオは「ウイークエンドバラエティ 日高晤郎ショー」との兼ね合いから中継しなかった。TBSラジオも通常番組を放送し中継せず。
第3戦（10月19日）
- 文化放送（QR）≪関東広域圏ローカル≫
  - 実況：飯塚治、解説：東尾修、リポーター：中川充四郎（西武サイド）、斉藤一美（日本ハムサイド）、スタンドリポーター：キングオブコメディ（お笑いコンビ）
- ニッポン放送（LF）≪関東広域圏ローカル≫
  - 実況：宮田統樹、解説：初芝清、リポーター：煙山光紀（両サイド兼務）
- HBCラジオ≪北海道ローカル≫
  - 実況：卓田和広、解説：金石昭人、リポーター：川畑恒一（日本ハムサイドのみ）
- STVラジオ≪北海道ローカル≫
  - 実況：永井公彦、解説：白井一幸、リポーター：萩原隆雄（日本ハムサイドのみ）
- NHKラジオ第1
  - 実況：黒氏康博、解説：山本和行、リポーター：上野速人（西武サイド）、高瀬登志彦（日本ハムサイド）

※TBSラジオは通常番組を優先し中継せず。
第4戦（10月21日）
- TBSラジオ≪関東広域圏ローカル≫
  - 実況：新夕悦男、解説：牛島和彦、ゲスト：里崎智也（ロッテ）、リポーター：小笠原亘（西武サイド）、初田啓介（日本ハムサイド）
- 文化放送（QR）≪関東広域圏ローカル≫
  - 実況：斉藤一美、解説：松沼雅之、ゲスト：福地寿樹（東京ヤクルトスワローズ）、リポーター：中川充四郎（西武サイド）、上野智広（日本ハムサイド）、スタンドリポーター：鬼ヶ島（お笑いトリオ）
- ニッポン放送（LF）≪関東広域圏ローカル≫
  - 実況：山内宏明、解説：デニー友利、リポーター：宮田統樹（西武サイド）、煙山光紀（日本ハムサイド）
- HBCラジオ≪北海道ローカル≫
  - 実況：川畑恒一、解説：岩本勉、リポーター：山内要一（日本ハムサイドのみ）
- STVラジオ≪北海道ローカル≫
  - 実況：宮永真幸、解説：阿波野秀幸、リポーター：永井公彦（日本ハムサイドのみ）
- NHKラジオ第1
  - 実況：大蔵哲士、解説：鈴木啓示、リポーター：道谷眞平（西武サイド）、高瀬登志彦（日本ハムサイド）

第5戦（10月22日）
- 文化放送（QR）≪関東広域圏ローカル≫
  - 実況：上野智広、解説：大塚光二、ゲスト：成瀬善久（ロッテ）、リポーター：中川充四郎（西武サイド）、高橋将市（日本ハムサイド）、スタンドリポーター：キングオブコメディ（お笑いコンビ）
- HBCラジオ≪北海道ローカル≫
  - 実況：山内要一、解説：大宮龍男、リポーター：川畑恒一（日本ハムサイドのみ）
- STVラジオ≪北海道ローカル≫
  - 実況：永井公彦、解説：片岡篤史、リポーター：岡崎和久（日本ハムサイドのみ）
- NHKラジオ第1（東海地区除く）
  - 実況：上野速人、解説：今中慎二、リポーター：大蔵哲士（西武サイド）、高瀬登志彦（日本ハムサイド）

※TBSラジオとニッポン放送（LF）はセ・リーグクライマックスシリーズ第2ステージ第1戦「巨人対中日」を中継したため、早終了時の予備待機のみ。NHKラジオ第1放送も東海地区では同試合に差し替えた。
第6戦が実施されていた場合、第5戦と同様の体制になる予定であった。第5戦で決着したことを受け、STVラジオはニッポン放送制作のセ・リーグクライマックスシリーズ中継のネットを第2戦からに繰り上げた。